# Municipio de Berwick (Dakota del Norte)
El municipio de Berwick (en inglés: Berwick Township) es un municipio ubicado en el condado de McHenry en el estado estadounidense de Dakota del Norte. En el año 2010 tenía una población de 57 habitantes y una densidad poblacional de 0,61 personas por km².

## Geografía
El municipio de Berwick se encuentra ubicado en las coordenadas 48°20′1″N 100°17′29″O / 48.33361, -100.29139. Según la Oficina del Censo de los Estados Unidos, el municipio tiene una superficie total de 94.08 km², de la cual 93,44 km² corresponden a tierra firme y (0,68 %) 0,64 km² es agua.

## Demografía
Según el censo de 2010, había 57 personas residiendo en el municipio de Berwick. La densidad de población era de 0,61 hab./km². De los 57 habitantes, el municipio de Berwick estaba compuesto por el 91,23 % blancos, el 1,75 % eran afroamericanos, el 1,75 % eran amerindios y el 5,26 % eran de una mezcla de razas. Del total de la población el 0 % eran hispanos o latinos de cualquier raza.